# Escleromorfismo oligotrófico
Escleromorfismo oligotrófico é uma hipótese defendida por alguns botânicos, sobre a caracterização das árvores do Cerrado em suas formas tortas. Pelos estudos, esta característica decorre pela falta de nutrientes e uma elevada toxicidade do solo.